# Comté de Dubois
Le comté de Dubois (anglais : Dubois County) est un comté de l'État de l'Indiana, aux États-Unis. Il comptait 39 674 habitants en 2000. Son siège est Jasper.